# Buenaventura Ferreira
Buenaventura Ferreira Gómez (Coronel Oviedo, 14 de julio de 1960) es un exfutbolista paraguayo, actualmente es director técnico de fútbol.

## Carrera
Comenzó su carrera en 1977 jugando para el Guaraní Kaaby. En 1978 se pasó a las filas del Club Coronel Oviedo. Jugó para ese club hasta 1981. En 1982 pasó al Rubio Ñu, cuando inmediatamente en ese año fue cedido al Tembetary. En 1983 se pasó al Cerro Porteño. En 1984 pasó al Guaraní. Jugó para el equipo hasta 1985. En ese año se fue con rumbo hacia Colombia para formar parte de las filas del Deportivo Cali. Se mantuvo en ese equipo hasta 1986. Ese año se fue a España para formar parte de las filas del CE Sabadell, en donde jugó hasta 1987.ese año se fue a la Argentina para integrar el plantel de Vélez Sarsfield. Estuvo ligado a ese equipo hasta 1988. En 1989 regresó a Paraguay para jugar nuevamente en el Guaraní. En 1990 pasó a Libertad. En ese año regresó al Cerro Porteño. En 1991 pasó a Cerro Corá. En ese mismo año se fue a Bolivia para formar parte del plantel de Oriente Petrolero, en donde estuvo hasta 1992. Ese año regresó nuevamente a Paraguay para formar parte de las filas del Sol de América. En 1993 regresó al Guaraní. Ese año se fue nuevamente a la Argentina para integrar el plantel del equipo Colón de Santa Fe. En 1994 se fue a Ecuador, en donde jugó para el Deportivo Quito. En ese año regresó a Paraguay para volver al Libertad. Jugó para ese equipo hasta el año 1995. En 1996 se pasó al Sport Colombia. En ese año se fue al Deportivo Humaitá. En ese año regresó a Bolivia para jugar nuevamente en el Oriente Petrolero. Estuvo hasta 1997. En ese año regresó a Paraguay para integrar el plantel del Sportivo San Lorenzo, en donde finalmente se retiró.

## Selección nacional
Ha sido internacional con la selección mayor de Paraguay.Jugo las eliminatorias para México 1986 y el Mundial de México 1986, eliminatorias Italia 1990, y la Sub-20 entre 1981 y 1983. Copa América 1983, 1987 y 1989. Copa Libertadores de América con Guarani 1985, Deportivo Cali 1986, Cerro Porteño 1990, Sol de America 1992, Oriente Petrolero 1997.

## Clubes

### Como jugador
| Club                 | País      | Año       |
| -------------------- | --------- | --------- |
| Rubio Ñu             | Paraguay  | 1982      |
| Tembetary            | Paraguay  | 1982      |
| Cerro Porteño        | Paraguay  | 1983      |
| Guaraní              | Paraguay  | 1984-1985 |
| Deportivo Cali       | Colombia  | 1985-1986 |
| CE Sabadell          | España    | 1986-1987 |
| Vélez Sársfield      | Argentina | 1987-1988 |
| Guaraní              | Paraguay  | 1989      |
| Libertad             | Paraguay  | 1990      |
| Cerro Porteño        | Paraguay  | 1990      |
| Cerro Corá           | Paraguay  | 1991      |
| Oriente Petrolero    | Bolivia   | 1991-1992 |
| Sol de América       | Paraguay  | 1992      |
| Guaraní              | Paraguay  | 1993      |
| Colón                | Argentina | 1993      |
| Deportivo Quito      | Ecuador   | 1994      |
| Libertad             | Paraguay  | 1994-1995 |
| Sport Colombia       | Paraguay  | 1996      |
| Deportivo Humaitá    | Paraguay  | 1996      |
| Oriente Petrolero    | Bolivia   | 1996-1997 |
| Sportivo San Lorenzo | Paraguay  | 1997      |

### Como entrenador
| Club                 | País     | Año       |
| -------------------- | -------- | --------- |
| Independiente CG     | Paraguay | 1998-1999 |
| Guaraní              | Paraguay | 2000-2003 |
| Sport Colombia       | Paraguay | 2004      |
| Sportivo San Lorenzo | Paraguay | 2005      |
| Guaraní              | Paraguay | 2006      |
| Sol de América       | Paraguay | 2006-2007 |
| Oriente Petrolero    | Bolivia  | 2008      |
| Dvo. Caaguazú        | Paraguay | 2009      |
| Real Mamoré          | Bolivia  | 2010      |
| Guaraní              | Paraguay | 2011      |
| Independiente CG     | Paraguay | 2012      |
| Selección Guaireña   | Paraguay | 2013      |
| Sport Colombia       | Paraguay | 2014      |
| Royal Pari FC        | Bolivia  | 2015-2016 |
| Real Santa Cruz      | Bolivia  | 2017      |

- Datos: Q786523